# Episimus guiana
Episimus guiana is een vlinder uit de familie van de bladrollers (Tortricidae). De wetenschappelijke naam van de soort is voor het eerst gepubliceerd in 1913 door Augustus Busck.
De soort komt voor in Florida, Cuba, Puerto Rico, Dominica, Trinidad, Panama, Venezuela, Guyana en Brazilië.